# Denise Guénard
Pour les articles homonymes, voir Guénard.
Denise Guénard, née Laborie le 13 janvier 1934 à Saint-Maurice (Seine) et morte le 23 mai 2017 au Kremlin-Bicêtre (Val-de-Marne), est une athlète française, spécialiste des épreuves combinées.

## Biographie
Pratiquant dans son jeune âge également la gymnastique, elle ne se consacre ensuite plus qu'à l'athlétisme. Elle participe à ses premiers Jeux olympiques en 1952 sur 100 mètres et relais 4 × 100 mètres, où elle bat le record de France. Elle atteint les demi-finales en 1960 sur 80 mètres haies.
Elle remporte la médaille d'argent du pentathlon lors des championnats d'Europe d'athlétisme 1962, à Belgrade, avec un total de 4 735 points*, devancée par la Soviétique Galina Bystrova.
Complète car polyvalente, elle remporte au total 20 titres de championne de France en individuel senior dans cinq disciplines différentes.
Elle est 47 fois sélectionnée en équipe de France*.

### Palmarès
- Vice-championne d'Europe de pentathlon en 1962

- Championne de France du 80 m haies en 1954,1955,1960, 1961, 1962 et 1965
- Championne de France de saut en hauteur en 1953, 1964
- Championne de France de saut en longueur en 1965 et 1966
- Championne de France du disque en 1959
- Championne de France de pentathlon en 1953,1954,1961, 1963, 1964, 1965, 1966, 1967 et 1968
- Participation aux Jeux olympiques de 1952, 1960 et 1964 (8e au 4 × 100 mètres féminin à Tokyo) ; aux Championnats d'Europe de 1954 (4e au 80 haies), 1962 et 1966 (8e au pentathlon)*.